# Хронологија инвазије Русије на Украјину (децембар 2023)
Овај чланак обухвата дешавања која су се догодила у децембру 2023. године, за време инвазије Русије на Украјину.

## Хронологија

### 1. децембар
Владимир Путин, председник Русије, потписао је декрет о повећању максималног броја припадника Оружаних снага Русије за још 170.000, саопштено је из Кремља и руског министарства одбране.
Прeма декрету, максималан број припадника у руској војсци сада износи 1.320.000 војника.

### 2. децембар
Немачка влада послала је нови пакет војне помоћи Украјини, објављено је на сајту владе у Берлину.
Пакет укључује 3.840 пројектила калибра 155 мм, 250 комплета експлозива, два возила за одбрану границе, један мобилни антенско-јарболни систем, 25 ласерских даљиномера и пет система за детекцију дронова.
Нови пакет помоћи из Немачке обухвата и четири тегљача ХКС81 и четири полуприколице, осам камиона модела Зетрос и три возила (камиони, минибусеви, теренска возила).
Поред тога, влада Немачке је Украјини предала 15 снајперских пушака модела ХЛР 338 и 60.000 метака за њих.
Берлин је најавио завршетак курса обуке за још 70 војника Оружаних снага Украјине за рад са ПВО системом Патриот.

### 3. децембар
У Кијеву је одржан митинг подршке демобилизацији рекрута и резервиста који се налазе у редовима украјинских оружаних снага од почетка ратних дејства у Украјини.Демонстрације су одржане испред зграде Кијевске градске администрације. У њима су учествовали и рођаци украјинских ратних заробљеника, који су тражили да се настави размена заробљеника.
Медији јављају да су слични скупови одржани у различитим деловима земље, између осталог у Лавову, Одеси и Суми.

### 4. децембар
Украјински дронови напали су складиште нафте у Луганску, саопштио је представник самопроглашене Луганске Народне Републике, чије је припајање прогласила Русија.
Он је изјавио да је услед напада избио пожар, који је угашен. Нема повређених. Непосредно пре пожара у граду су се чули звуци ПВО и карактеристичан звук мотора јуришних дронова.

### 5. децембар
Руска ПВО ноћас је уништила и пресрела више од 40 украјинских дронова изнад Азовског мора и Крима, саопштило је Министарство одбране Русије.
Током ноћи, уништено је 22 дрона, а пресретнуто их је 13. Јутрос око 6 сати по московском времену, ПВО је оборила још шест дронова. Саобраћај на Кримском мосту био је обустављен више од четири сата.

### 6. децембар
Шведска је потписала споразум о сарадњи у области одбране са Вашингтоном, који омогућава САД приступ свим војним базама широм те скандинавске земље. Министар одбране Шведске, Пал Јонсон, изјавио је да ће овај споразум, потписан у уторак у Вашингтону, "створити боље услове за добијање подршке од Сједињених Држава у случају рата или кризе и тако ојачати регионалну безбедност".
Сједињене Америчке Државе ће издвојити до 175 милиона долара за нови пакет војне помоћи Украјини, укључујући муницију за ракетне системе високе покретљивости, артиљеријску муницију, противоклопне ракете, муницију за малокалибарско оружје и опрему за заштиту критичне националне инфраструктуре, саопштено је из Стејт департмента.

### 7. децембар
Украјина ће у сарадњи са две америчке компаније почети производњу артиљеријских граната калибра 155 милиметара, изјавио је украјински министар за стратешке индустрије Олександр Камишин. Процес производње се очекује да ће трајати две до три године.

### 8. децембар
Руски ловачки авиони напали су положаје украјинске војске у правцу Доњецка, саопштило је Министарство одбране.
"Борбени авиони Су-25 извели су напад невођеним авионским пројектилима на непријатељско упориште и људство у правцу Доњецка“, наводи се у саопштењу.

### 9. децембар
Руска војска извршила је напад на погоне за производњу муниције Оружаних снага Украјине. "Изведен је удар високопрецизним оружјем на погоне муниције за системе Алдер, Град и Гром, циљеви су успешно погођени, сви објекти су разоружани", саопштило је руско Министарство одбране. Такође, наведено је да је уништено складиште муниције у Волчанској области Харкова и да је оштећена војна инфраструктура на аеродрому Кулбакино у Николајевској области.

### 10. децембар
Немачка ће следеће године моћи да испоручи Украјини око 200.000 комада артиљеријске муниције, потврдио је генерални инспектор немачких оружаних снага (Бундесвер) Карстен Бројер.

### 11. децембар
Руске снаге су током протеклог дана покренуле нову велику офанзиву на Авдејевку, са 610 артиљеријских напада у близини Авдејевке, града на истоку Украјине, саопштила је украјинска војска

### 12. децембар
Вечерас је Русија лансирала неколикo група јуришних дронова камиказа типа "шахед" широм Украјине, саопштило је Ваздухопловство Оружаних снага Украјине. Војска је поручила грађанима Одесе да остану у склоништима, а Униан јавља да су се чуле експлозије. Дронови су виђени и у Житомирској регији, као и на граници Кијевске и Виничке области.

### 13. децембар
Руске јединице успешно су гађале украјинске радионице за монтажу и поправку дронова, саопштило је Министарство одбране.
"Оперативно-тактичка авијација, беспилотне летелице, ракетне снаге и артиљерија групација Оружаних снага Руске Федерације уништиле су радионице за монтажу и поправку беспилотних летелица", наводи се у извештају.

### 14. децембар
Путин је изјавио да се укупно 617.000 руских војника бори у Украјини. Од тог броја, према његовим речима, 244.000 су мобилисани, а остали су професионални војници.Поред наведеног, Путин је објаснио да је мобилизација деловања руских војника у Украјини неопходна ради обезбеђења стабилности и заштите интереса Руске Федерације у региону.

### 15. децембар
Европска комисија је одобрила пребацивање последње транше из овогодишњег макрофинансијског програма помоћи за Украјину у износу од 1,5 милијарди евра, саопштила је председница ЕК Урсула фон дер Лајен на конференцији за медије у Бриселу. Укупни износ пакета макрофинансијске подршке за ову годину је 18 милијарди евра, од чега је 16,5 милијарди евра већ пребачено Кијеву.

### 16. децембар
Белгијска савезна влада одобрила је деветнаести пакет обрамбене помоћи Украјини, који укључује балистичку заштиту и генераторе, изјавила је министарка одбране Лудивине Дедондер. Ова нова помоћ, укључујући панцирне прслуке за становништво и војнике, биће достављена на захтев Украјине.

### 17. децембар
Руска авијација бомбардовала је снаге Украјине на Краснолиманском правцу користећи авионе Су-34, саопштило је Министарство одбране.
Пилоти су употребили високоексплозивне авио-бомбе са универзалним модулом за планирање и корекцију. Ова муниција омогућава да се изводе прецизни напади без уласка у домет противваздушне одбране непријатеља.

### 18. децембар
Руске трупе одбиле су седам напада украјинских Оружаних снага на Купјанском правцу. Кијев је изгубио преко 50 војника, борбено возило пешадије и два самоходна артиљеријска оруђа, начелник прес-центра групе „Запад“, Сергеј Зибински.

### 19. децембар
Генералштаб украјинске војске известио је да је ситуација на фронту веома напета, са 105 борбених окршаја током последња 24 часа, преноси Унијан. Већина напада била је усмерена ка Бахмуту, Авдејевки и Запорожју. Најинтензивнији сукоби десили су се код Богдановке, Клишчивке и Андријевке у Доњецкој области, где су украјинске снаге одбиле 21 напад непријатеља. Руска војска наставља са покушајима опколјавања Авдејевке.
Председник Украјине Володимир Зеленски је изјавио да је украјинска војска затражила мобилизацију још између 450.000 и 500.000 људи, истичући да је то врло осетљиво питање. За ову акцију биће потребно додатних 13,5 милиона долара.

### 20. децембар
Кијев је поставио план производње милион извиђачких и јуришних дронова, као и преко 11.000 дронова средњег и дугог домета за наредну годину, изјавио је украјински министар за стратешке индустрије, Александар Камишини. Ово укључује најмање 1.000 дронова са дометом већим од 1.000 километара.
Министарства спољних послова и економије Немачке заједно су издали саопштење о додатној помоћи Украјини, износу од 88,5 милиона евра. Циљ је јачање отпорности енергетског система пред руским нападима на виталну инфраструктуру Украјине. Министарство економије ће уплатити 54,3 милиона евра преко државне банке "KfW", док ће Министарство спољних послова обезбедити 34,2 милиона евра у Фонд за енергетску подршку Украјине.
Европска унија је обезбедила Украјини 1,5 милијарди евра као последњу траншу финансијске помоћи у оквиру укупног пакета од 18 милијарди евра, изјавио је премијер Украјине Денис Шмигаљ.

### 21. децембар
Влада Финске одобрила је прослеђивање 21. пакета војне помоћи Украјини. Министар одбране Антти Хааканен истакао је да је Финска дугорочно посвећена пружању подршке Украјини, а укупан трошак војне помоћи сада износи 1,6 милијарди евра.

### 22. децембар
Пољски министар спољних послова Радослав Сикорски посетио је Кијев како би представио пакет помоћи Украјини у склопу своје прве посете иностранству након формирања нове Владе, изјавио је портпарол пољског министарства. Варшава је шаљала хуманитарну и војну помоћ Украјини од руског напада у фебруару 2022. године, а такође је примила и неколико милиона украјинских избеглица.

### 23. децембар
Председник Сједињених Америчких Држава Џозеф Бајден потписао је Закон о америчкој одбрамбеној политици (НДАА), којим се издваја рекордних 886 милијарди долара годишње за војску и војне операције, укључујући помоћ Украјини и одвраћање кинеских снага у подручју Индо-Пацифика. Закон је усвојио Конгрес прошле седмице, са 310 гласова за и 118 гласова против.

### 24. децембар
Украјини више нема добровољаца који желе да иду у војску, рекао је бивши командант одбране Николајева, генерал-мајор Оружаних снага Украјине Дмитриј Марченко. У четвртак је министар одбране Украјине Рустем Умеров саопштио да ће мушкарци из Украјине узраста између 25 и 60 година који живе ван земље морати да се јаве на служење војног рока, али је касније портпарол министарства демантовао да се тако нешто разматра. Председник Украјине Володимир Зеленски раније је изјавио да је украјинска војска затражила мобилизацију између 450.000 и 500.000 људи.

### 25. децембар
Украјина је у оквиру пројекта Светске банке добила зајам од 1,34 милијарде долара за унапређење својих административних капацитета, саопштило је Министарство финансија Украјине. Ова сума укључује 1,086 милијарди долара као кредит Светске банке, грант од 190 милиона долара из Норвешке, субвенције од 50 милиона долара из Сједињених Држава и швајцарски грант у вредности од 20 милиона долара.
Оружане снаге Украјине планирају да прошире базу грађана која може бити позвана на служење војног рока у оквиру мобилизације, са циљем допуне оружаних снага. Проширење ће укључити грађане чији је рок позива на служење војног рока истекао за време претходних мобилизација, као и особе старије од 27 година које нису уписане у војни регистар избегавајући војну дужност.

### 26. децембар
Прва група украјинских пилота завршила је основну обуку за управљање Ф-16 у Британији, како је саопштила британска влада. Лондон истиче да су ови пилоти сада у Данској где проналазе напредни обучавањски програм. Ова прва група чини 6 пилота, а још 10 наставља основну обуку у Британији.

### 27. децембар
Русија је током ноћи лансирала укупно 46 јуришних дронова на Украјину, према саопштењу украјинских ваздухопловних снага.
Од тих дронова, противваздушни системи су успели да оборе 32.
Већина беспилотних летелица које нису оборене циљале су области под ратним дејствима на истоку и западу Украјине, саопштиле су украјинске ваздухопловне снаге.
САД ће обезбедити 250 милиона долара у оружју и опреми Украјини, укључујући муницију за ПВО системе и артиљерију, изјавио је амерички државни секретар Ентони Блинкен.

### 28. децембар
Више од 640.000 људи служи у руској војсци по уговору, при чему је само у овој години њих 480.000 потписало уговоре.
Саопштено је и да у војним операцијама у саставу одреда БАРС, насталог 2015. у складу са указом о стварању резервног састава војске, учествује више од 40.000 људи.

### 29. децембар
Рускe снаге су напале Харков ракетама Кх-22 и гађале град са С-300, саопштио је начелник војног гарнизона Харкова Сергеј Мелник.
"Непријатељ поново удара са подручја Белгорода, раније ракетама С-300 и Кх-22“, написао је Мелник.
Русија је преко ноћи гађала Украјину са 158 дронова и пројектила у свом највећем ваздушном нападу од почетка инвазије у пуном обиму, гађајући критичну инфраструктуру, индустрију и војне објекте, саопштила је украјинска војска.
Украјинска противваздушна одбрана оборила је 27 дронова и 87 крстарећих пројектила.
Био је то најмасовнији руски напад из ваздуха, истакао је шеф ваздухопловства.
Велика Британија шаље окo 200 ПВО ракета Украјини како би помогла у заштити цивила и инфраструктуре од руских дронова и гранатирања, саопштило је британско министарство одбране.

### 30. децембар
Системи руске противваздушне одбране (ПВО) уништили су 32 украјинске беспилотне летелице изнад Брјанске, Орловске, Курске и Московске области, саопштило је Министарство одбране Русије. "Протекле ноћи је заустављен покушај кијевског режима да изведе терористички напад помоћу беспилотних летелица типа авиона на објекте на територији Руске Федерације", објављено је на руског Министарства одбране.

### 31. децембар
Русија је у Црно море распоредила три носача ракета - две фрегате и мали ракетни брод, рекао је вечерас начелник регионалне администрације Одесе Олег Кипер. "Ниво ракетне претње је изузетно висок. Непријатељ је распоредио три површинска носача ракета - две фрегате и један МРК - на борбено дежурство у Црном мору. Укупна спремност за употребу је 24 калибра", пренела је Украјинска правда. Он је позвао становнике Одесе да не игноришу узбуне за ваздушну опасност. Раније у току вечери широм Украјине проглашена је ваздушна узбуна због полетања борбеног авиона МиГ-31К из Русије, који може да носи хиперзвучну ракету "кинжал".